# Mortes em outubro de 2019
Mortes em 2019: ← Janeiro – Fevereiro – Março – Abril – Maio – Junho – Julho – Agosto – Setembro – Outubro – Novembro – Dezembro →
Esta é uma relação de pessoas notáveis que morreram durante o mês de outubro de 2019, listando nome, nacionalidade, ocupação e ano de nascimento.

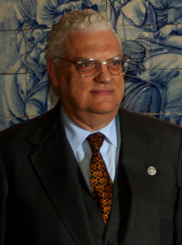
Diogo Freitas do Amaral, político, jurisconsulto e professor português.

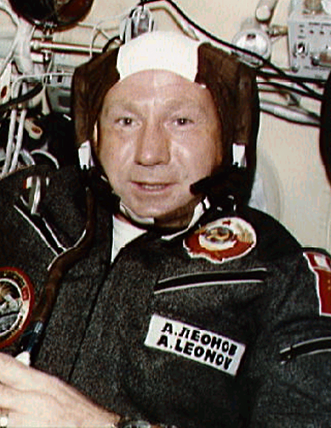
Aleksei Leonov, cosmonauta russo.

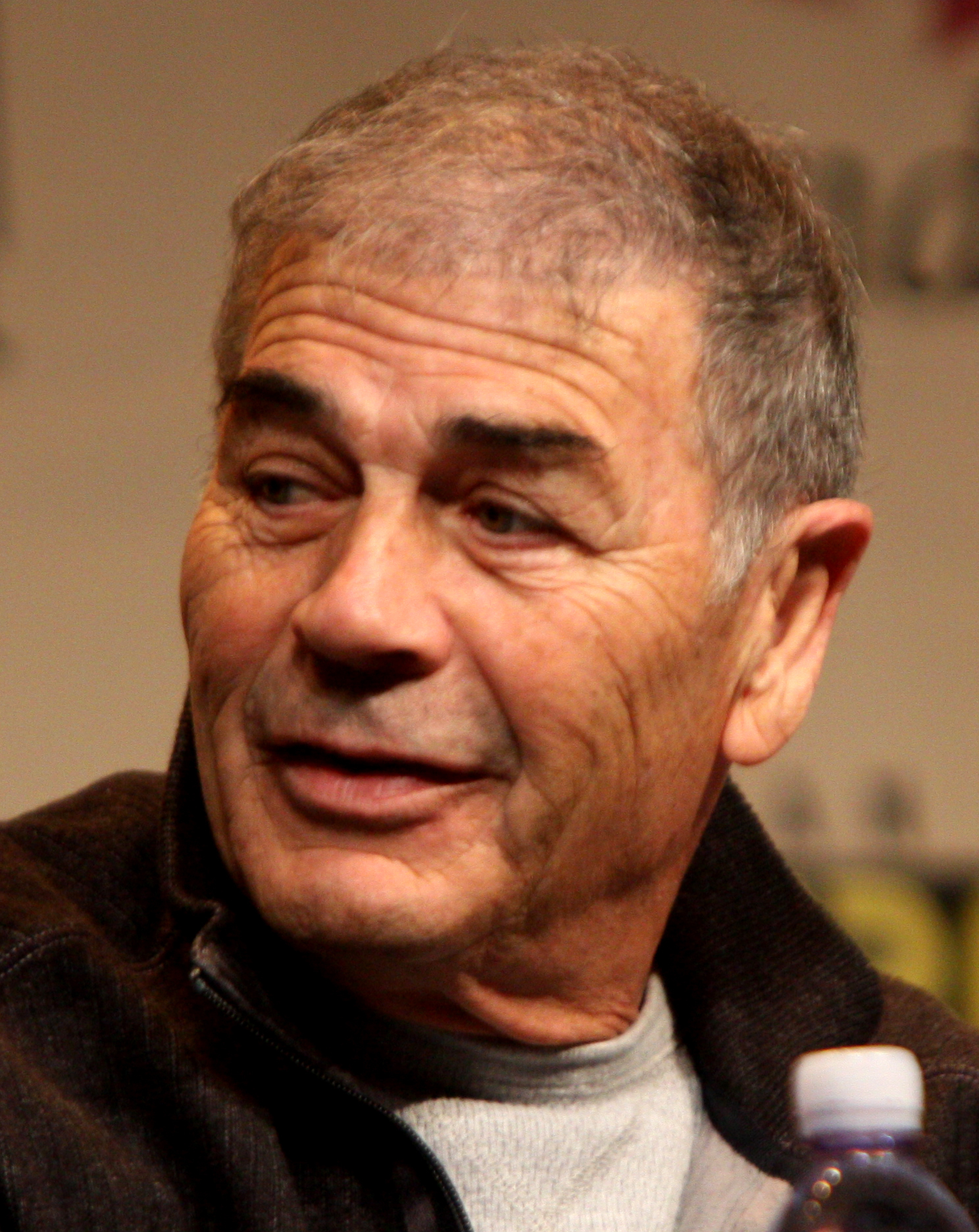
Robert Forster, ator norte-americano.

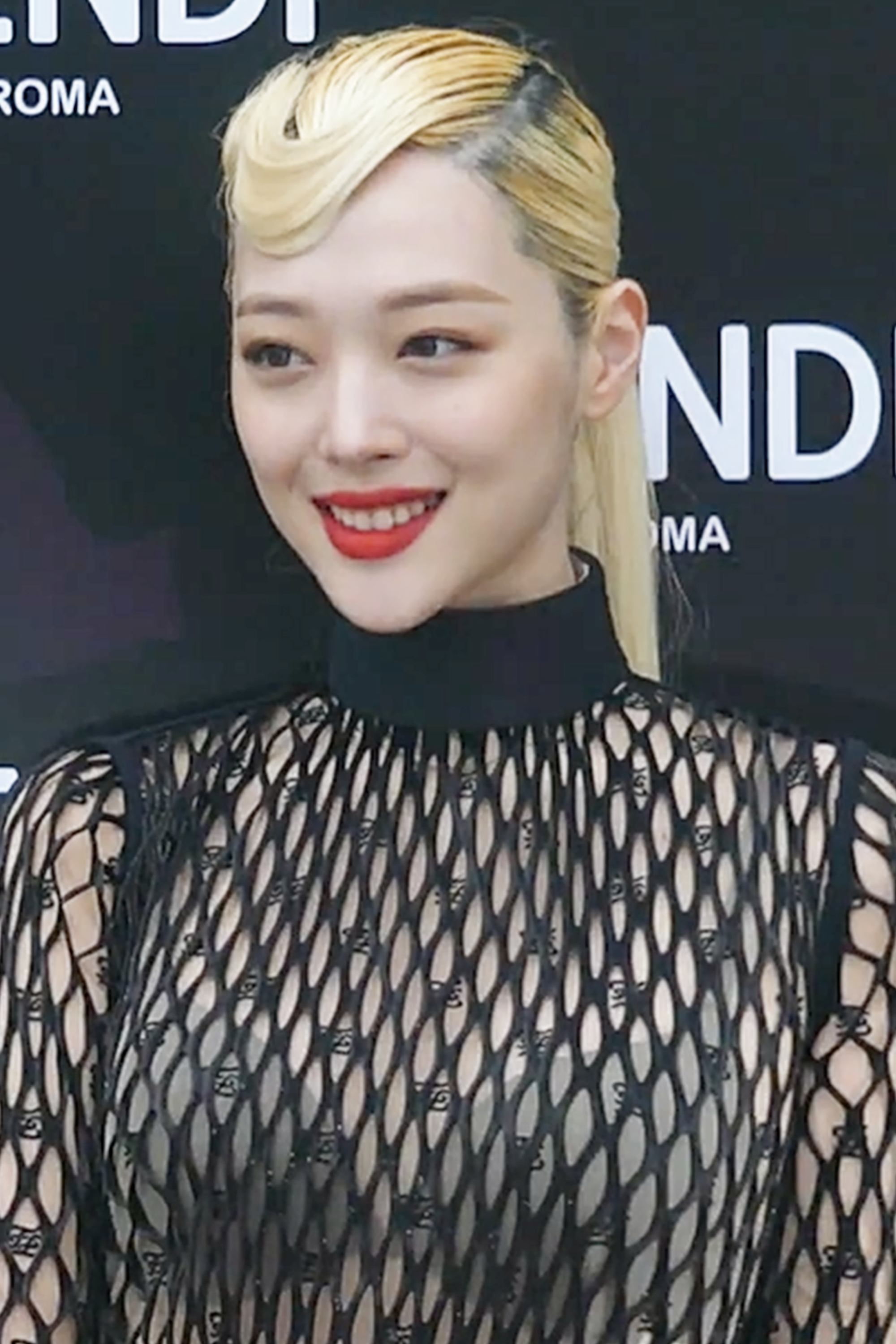
Sulli, atriz e cantora sul-coreana.

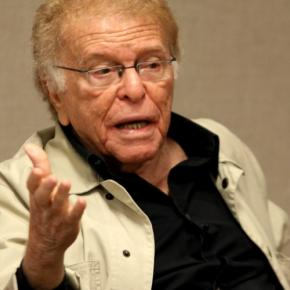
Maurício Sherman, diretor e ator brasileiro.

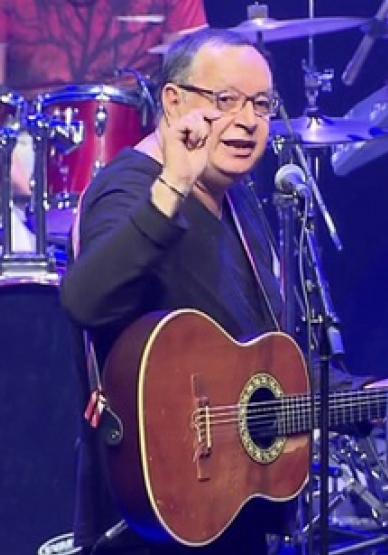
Walter Franco, cantor e compositor brasileiro.

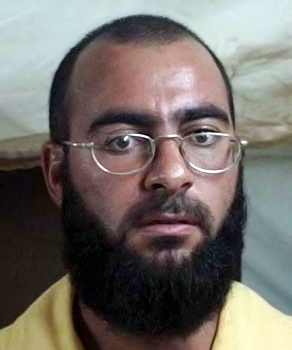
Abu Bakr al-Baghdadi, terrorista iraquiano, líder do EIIL.

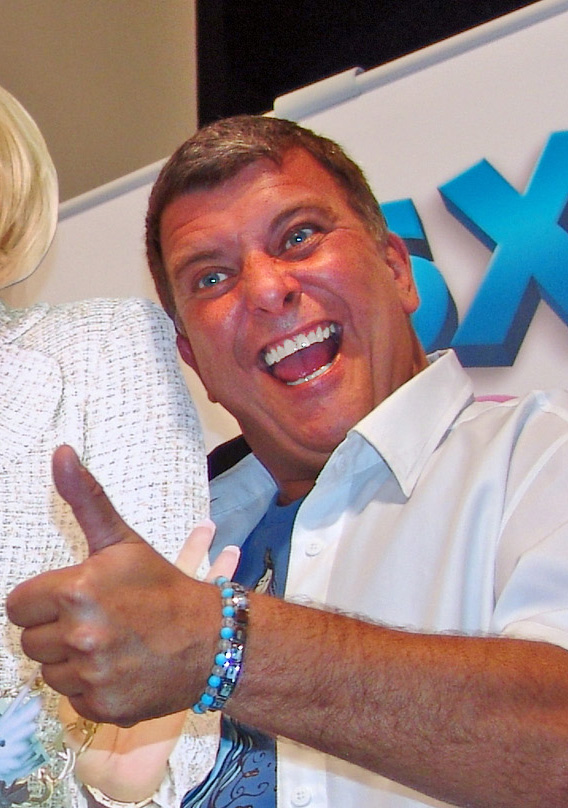
Jorge Fernando, ator e diretor brasileiro.

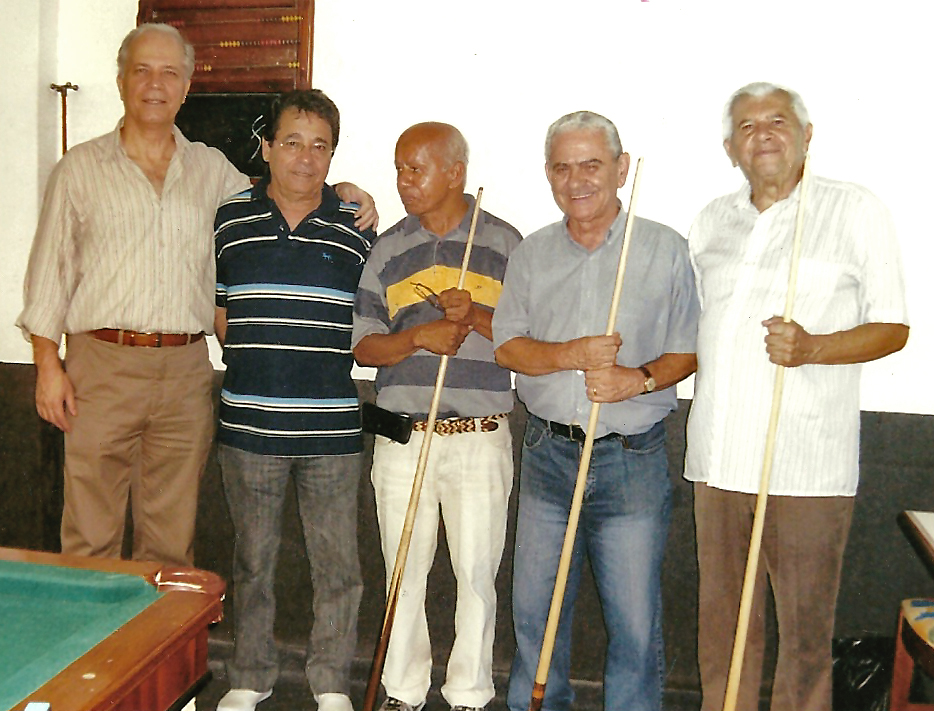
Carne Frita (ao centro), jogador de sinuca brasileiro.

| Dia | Nome                                | Profissão ou motivo de reconhecimento | Nacionalidade          | Ano de nasc. | Ref    |
| --- | ----------------------------------- | ------------------------------------- | ---------------------- | ------------ | ------ |
| 1   | Karel Gott                          | Cantor                                | Chéquia                | 1939         | [ 1 ]  |
| 1   | Anders Ferm                         | Diplomata e político                  | Suécia                 | 1938         | [ 2 ]  |
| 2   | Hanno Selg                          | Pentatleta                            | Estónia                | 1932         | [ 3 ]  |
| 2   | John Kirby                          | Advogado                              | Estados Unidos         | 1939         | [ 4 ]  |
| 2   | Isaac Promise                       | Futebolista                           | Nigéria                | 1987         | [ 5 ]  |
| 3   | Roger Taillibert                    | Arquiteto                             | França                 | 1926         | [ 6 ]  |
| 3   | Diogo Freitas do Amaral             | Político, jurisconsulto e professor   | Portugal               | 1941         | [ 7 ]  |
| 3   | Ricardo Chab                        | Jornalista e político                 | Brasil                 | 1958         | [ 8 ]  |
| 4   | Diahann Carroll                     | Atriz e cantora                       | Estados Unidos         | 1935         | [ 9 ]  |
| 4   | João Bá                             | Compositor                            | Brasil                 | 1932         | [ 10 ] |
| 5   | Manuel Ferreira de Oliveira         | Empresário                            | Portugal               | 1948         | [ 11 ] |
| 6   | Ginger Baker                        | Baterista                             | Reino Unido            | 1939         | [ 12 ] |
| 6   | Larry Junstrom                      | Baixista                              | Estados Unidos         | 1949         | [ 13 ] |
| 7   | Araguacy Fonseca Gonçalves da Silva | Política e professora                 | Brasil                 | 1915         | [ 14 ] |
| 8   | Serafim Fernandes de Araújo         | Cardeal                               | Brasil                 | 1924         | [ 15 ] |
| 8   | Avelino Ferreira Torres             | Político                              | Portugal               | 1945         | [ 16 ] |
| 9   | Andrés Gimeno                       | Tenista                               | Espanha                | 1937         | [ 17 ] |
| 9   | Sady da Cunha Pereira               | Político                              | Brasil                 | 1921         | [ 18 ] |
| 10  | Marie-José Nat                      | Atriz                                 | França                 | 1940         | [ 19 ] |
| 10  | Esmeralda Barros                    | Atriz                                 | Brasil                 | 1945         | [ 20 ] |
| 11  | Aleksei Leonov                      | Cosmonauta                            | Rússia                 | 1934         | [ 21 ] |
| 11  | Robert Forster                      | Ator                                  | Estados Unidos         | 1941         | [ 22 ] |
| 12  | Nanni Galli                         | Automobilista                         | Itália                 | 1940         | [ 23 ] |
| 12  | Sara Danius                         | Escritora                             | Suécia                 | 1962         | [ 24 ] |
| 13  | Elias James Manning                 | Bispo                                 | Estados Unidos/ Brasil | 1938         | [ 25 ] |
| 13  | Marco Tebaldi                       | Político                              | Brasil                 | 1958         | [ 26 ] |
| 13  | Sophia Kokosalaki                   | Designer de moda                      | Grécia                 | 1972         | [ 27 ] |
| 14  | Sulli                               | Cantora e atriz                       | Coreia do Sul          | 1994         | [ 28 ] |
| 14  | Harold Bloom                        | Professor e crítico literário         | Estados Unidos         | 1930         | [ 29 ] |
| 14  | Patrício Bisso                      | Ator                                  | Argentina/ Brasil      | 1957         | [ 30 ] |
| 15  | Cacho Castaña                       | Músico                                | Argentina              | 1942         | [ 31 ] |
| 15  | Antônio Carlos Vieira               | Político                              | Brasil                 | 1941         | [ 32 ] |
| 16  | Lázaro de Mello Brandão             | Banqueiro                             | Brasil                 | 1926         | [ 33 ] |
| 17  | Maurício Sherman                    | Diretor de televisão, ator e produtor | Brasil                 | 1931         | [ 34 ] |
| 17  | Alicia Alonso                       | Bailarina                             | Cuba                   | 1920         | [ 35 ] |
| 17  | Elijah Cummings                     | Político                              | Estados Unidos         | 1951         | [ 36 ] |
| 18  | Rui Jordão                          | Futebolista                           | Portugal/ Angola       | 1952         | [ 37 ] |
| 19  | Salvador Giner                      | Sociólogo                             | Espanha                | 1934         | [ 38 ] |
| 20  | Nick Tosches                        | Escritor e jornalista                 | Estados Unidos         | 1949         | [ 39 ] |
| 22  | Raymond Leppard                     | Maestro e compositor                  | Reino Unido            | 1927         | [ 40 ] |
| 22  | Gustav Gerneth                      | Supercentenário                       | Alemanha               | 1905         | [ 41 ] |
| 23  | Saulo Gomes                         | Jornalista e escritor                 | Brasil                 | 1928         | [ 42 ] |
| 24  | Walter Franco                       | Cantor e compositor                   | Brasil                 | 1945         | [ 43 ] |
| 24  | Primo Broseghini                    | Político e militar                    | Brasil                 | 1923         | [ 44 ] |
| 25  | Mário Sabino Júnior                 | Judoca e policial militar             | Brasil                 | 1972         | [ 45 ] |
| 25  | Wanderley Guilherme dos Santos      | Cientista político                    | Brasil                 | 1935         | [ 46 ] |
| 26  | Abu Bakr al-Baghdadi                | Terrorista, líder do EIIL             | Iraque                 | 1971         | [ 47 ] |
| 26  | Enriqueta Basilio                   | Atleta                                | México                 | 1948         | [ 48 ] |
| 26  | Robert Evans                        | Ator e produtor cinematográfico       | Estados Unidos         | 1930         | [ 49 ] |
| 27  | Jorge Fernando                      | Ator e diretor                        | Brasil                 | 1955         | [ 50 ] |
| 28  | Kay Hagan                           | Política, advogada e banqueira        | Estados Unidos         | 1953         | [ 51 ] |
| 29  | John Witherspoon                    | Ator e comediante                     | Estados Unidos         | 1942         | [ 52 ] |
| 30  | Carne Frita                         | Jogador de sinuca                     | Brasil                 | 1929         | [ 53 ] |
| 30  | Ercílio Turco                       | Bispo católico                        | Brasil                 | 1938         | [ 54 ] |
| 31  | Heloísa Raso                        | Atriz e bailarina                     | Brasil                 | 1955         | [ 55 ] |